# Liste des hôtels de la Poste (Belgique)
Il existe, en Belgique, un certain nombre d'hôtels, de restaurants, d'hôtel-restaurants, établis dans d'anciens hôtels de la poste ou relais de poste reconvertis. 
Ils sont les témoins de cette époque et font partie du patrimoine architectural du pays.

## Liste des bâtiments
- Bouillon : Hotel de la Poste - Relais Napoleon III [1].
- Bruxelles : 
  - Hôtel de la Poste situé sur le site historique de Tour et Taxis[2].
  - Saint-Gilles : Ancien bureau de poste Chaussée de Charleroi, reconverti en brasserie[3].
  - Uccle : De Hoef 1627, ancien relais de poste créé en 1627, reconverti en restaurant[4].
- Charleroi : Ancien hôtel des Postes de Charleroi [5], reconverti en librairie.
- Gand:  ancien Hôtel des postes de Gand, 1898-1909, architecte Louis Cloquet, reconverti en hôtel de luxe [6].
- Liège : Grand Poste de Liège, reconverti en brasserie[7].
- Ostende : Ancien Hôtel de la Poste d'Ostende (nl), fermé en 1999, reconverti en centre culturel [8].